# Aetrocantha
Aetrocantha is een monotypisch geslacht van spinnen uit de  familie van de wielwebspinnen (Araneidae).

## Soort
- Aetrocantha falkensteini Ferdinand Karsch, 1879